# Ignacy Lasocki

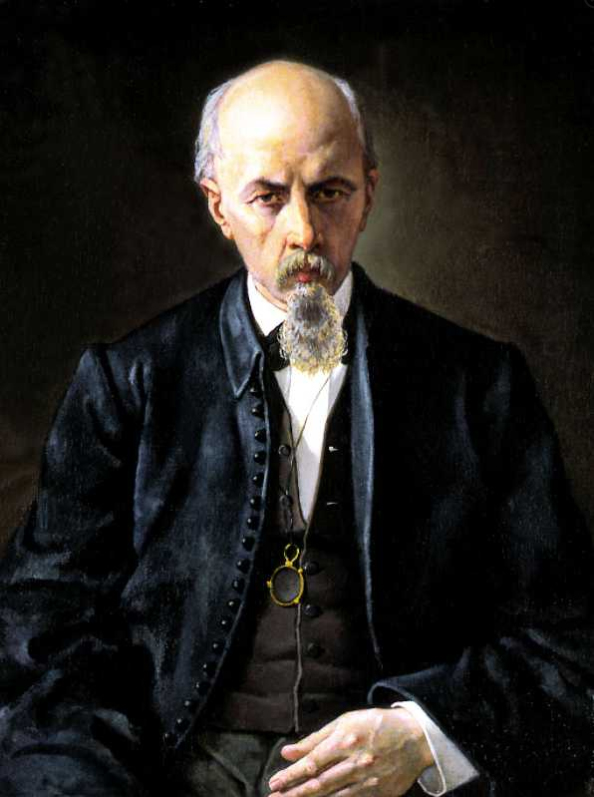
Portret lekarza

Ignacy Lasocki (ur. 1823, zm. 1875) – polski artysta, malarz, członek szkoły monachijskiej i szkoły düsseldorfskiej.
Studia malarskie rozpoczął w szkole Aleksandra Kokulara w Warszawie. Kontynuował studia od 2 grudnia 1844 w Akademii Sztuk Pięknych w Monachium a następnie w Akademii Sztuk Pięknych w Düsseldorfie. Po studiach spędził cztery lata w Rzymie kształcąc się dalej i kopiując dzieła mistrzów włoskich, m.in. Rafaela i Guercina.
Po powrocie do Warszawy w roku 1854 założył własną pracownię malarską.
Malował obrazy religijne, rodzajowe, alegoryczne, historyczne, portrety. Uczestniczył w wielu wystawach malarstwa: 
- 1854–1857 Towarzystwo Przyjaciół Sztuk Pięknych w Krakowie
- 1858 Wystawa Krajowa Sztuk Pięknych
- 1860–1872 Towarzystwo Zachęty Sztuk Pięknych w Warszawie.

W zbiorach Muzeum Narodowego w Krakowie znajduje się jego obraz „Hrabia Ugolino”.